# Maxime Dumontier
Pour les articles homonymes, voir Dumontier.
Maxime Dumontier (né le 26 septembre 1988) est un acteur québécois.

## Biographie
Issu d'une famille de comptables et de construction, Maxime Dumontier commence sa carrière en 1998 à l'âge de 10 ans dans la série télévisée Amandine Malabul, puis dans Fred-dy en 2001 et en 2004 dans la série Smash écrite par Daniel Lemire. Il s'est fait connaître du milieu cinématographique québécois dans le film La Mystérieuse mademoiselle C., mais c'est dans le rôle de Josh du film Tout est parfait que le grand public le remarque.

## Filmographie

### Séries télévisées
- 1998 : Amandine Malabul : Toupie
- 2001 : Fred-dy : Junior
- 2004 : Smash : Antoine
- 2005 : Nos étés : André-Jules Belzile
- 2005 : Détect.inc. : Mathieu
- 2006 : Le 7e Round : Jeff
- 2015 : Switch & Bitch : Grégoire
- 2019 : Cerebrum : Francis

### Cinéma
- 2002 : La Mystérieuse mademoiselle C. : Léo Letendre
- 2002 : Séraphin : un homme et son péché : jeune Séraphin à 11 ans
- 2003 : Gaz Bar Blues : Alain Brochu
- 2004 : L'Espérance : Zak
- 2004 : Atlas sur l'aube : adolescent
- 2004 : Mémoires affectives : Joseph
- 2007 : Le Ring : Sam
- 2008 : Tout est parfait d'Yves Christian Fournier : Josh
- 2009 : Les Grandes Chaleurs : Julien-Carl
- 2010 : Tromper le Silence : Guillaume
- 2010 : Les Amours imaginaires de Xavier Dolan : homme à la soirée
- 2011 : La Peur de l'eau : Julien
- 2012 : Columbarium : Simon
- 2014 : Un parallèle plus tard : Léandre
- 2014 : Qu'est-ce qu'on fait ici ? de Julie Hivon : Max
- 2015 : Noir (en) de Yves Christian Fournier : constable Comeau
- 2017 : Y'est où le paradis ? de Denis Langlois : Samuel
- 2019 : Réservoir de Kim St-Pierre : Jonathan
- 2021 : Les Oiseaux ivres de Ivan Grbovic (en) : Benji

2021 : Ines : Matias

## Récompenses et distinctions
- France : Prix du Meilleur Acteur au Festival du film francophone d'Angoulême, pour le rôle de Josh dans Tout est parfait.